# Baucau

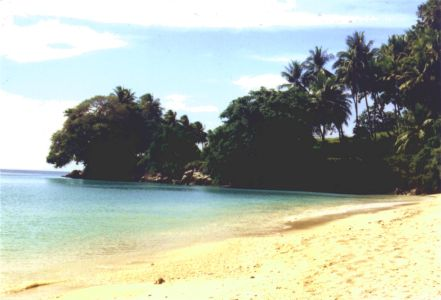
Playa en Baucau.

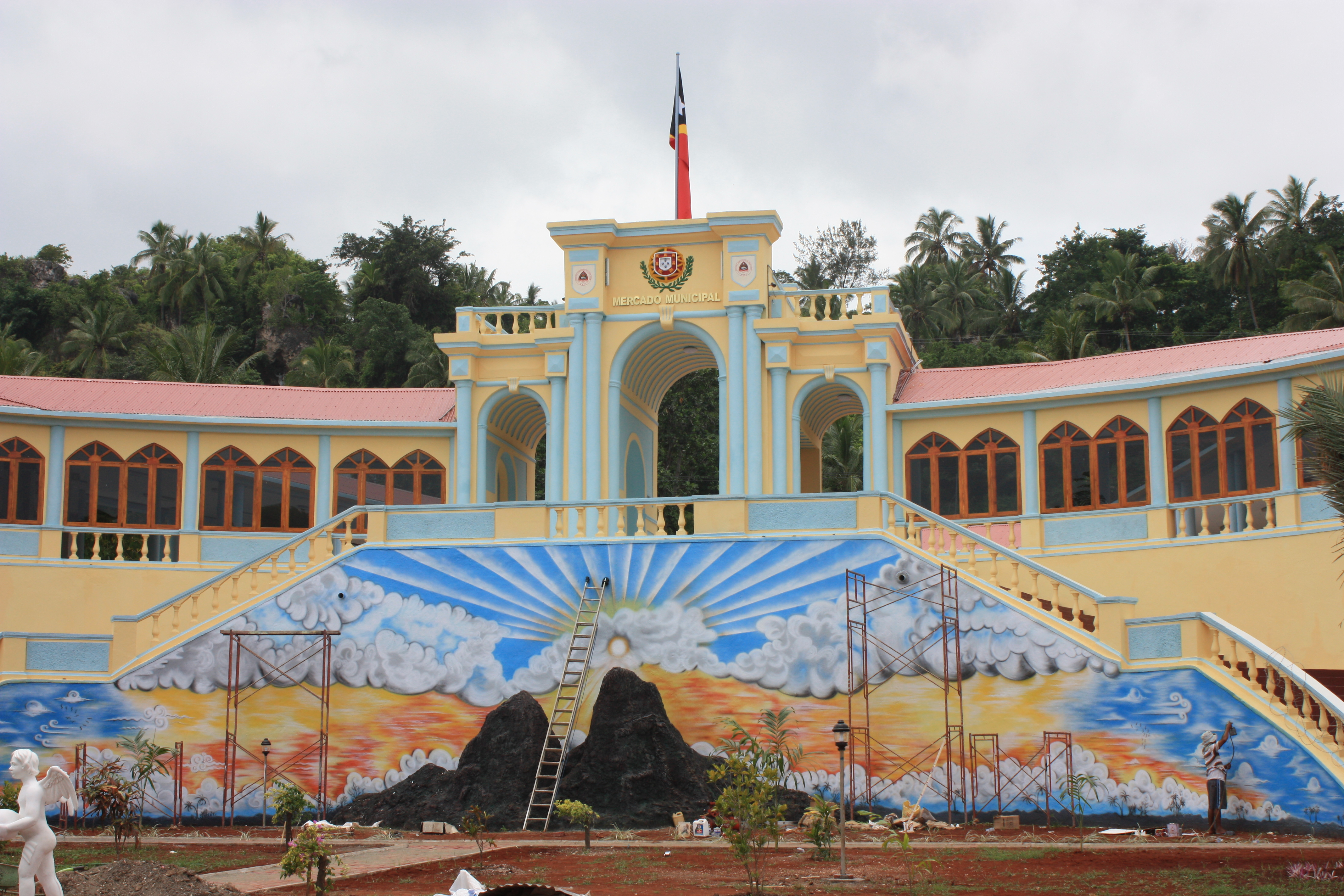
Mercado municipal de Baucau en restauración (2014).

Baucau es la segunda ciudad de Timor Oriental, tras la capital Dili, de la que dista 122 km. 
Baucau tiene cerca de 16.000 habitantes, y es la capital del distrito homónimo, localizado en la zona oriental del país y es uno de los dos obispados de Timor Oriental. La diócesis de Baucau creada el 30 de noviembre de 1996 por desmembramiento de la diócesis de Dili, tiene al frente al obispo D. Basílio do Nascimento.
En los tiempos de la colonización portuguesa Baucau llegó a llamarse Vila Salazar.
A 6 km de la ciudad de Baucau está el mayor aeropuerto internacional de Timor Oriental (código da IATA: NCH).
Tal como otros puntos de Timor Oriental, muchas de las infraestructuras de la ciudad y de los alrededores fueron dañados o destruidos durante los motines que se siguieron tras el referéndum por la independencia en 1999.
La parte antigua de Baucau, construida en torno a un cerro, mantiene fuertes trazos del periodo portugués en forma de grandes casas coloniales, iglesias y edificios públicos.
Un número apreciable de bellos edificios coloniales sobreviven hasta nuestros días.
Entre ellos merece destacar la Posada de Baucau, edifício de color de rosa, tal vez el único hotel del país, con un óptimo restaurante y una magnífica vista sobre el mar.
Las lonjas, los restaurantes y el imponente Mercado Municipal de Baucau hacen negocio, a pesar del desempleo, particularmente entre los jóvenes.
Existen algunas experiencias con éxito en la reconversión de antiguos guerrilleros para convertirse en empleados de industria ligera.
Hay planes para desarrollar la artesanía y microempresas en las áreas de la higiene y salud, producción y procesamiento de alimentos, transportes y turismo.
Baucau tiene también un hospital y una escuela de enfermería.
- Datos: Q811130
- Multimedia: Baucau (city) / Q811130